# Martin Armstrong
Martin Donisthorpe Armstrong, född 2 oktober 1882, död 24 februari 1974, var en brittisk författare.
Armstrong deltog efter studier vid Cambridge och resor i Italien i första världskriget. Efter återkomsten till Storbritannien debuterade han som författare, först som litterär kritiker i olika tidningar, bland annat The Spectator. Intimt förtrogen med fransk, italiensk och spansk litteratur, klassisk och modern, försökte Armstrong sig på skilda genrer. Som berättare anknöt han på ett självständigt sätt till äldre engelsk realistisk-humoristisk dikting, såsom i hans Collected poems (1931). Bland Armstrongs novellsamlingar märks The puppet show (1922), Sir Pompey and madame Juno (1927), The fiery-dive (1929), General Buntop's miracle (1934), A case of conscience (1937) och Simplicity Jones (1940), bland hans romaner The goat and compasses (1925), The stepson (1927), St. Christophers day (1928), Lover's leap (1932), The foster mother (1933) och The snake in the grass (1938).